# Levski (ville)
Pour les articles homonymes, voir Levski.
Ne doit pas être confondu avec Levski (obchtina).
Levski (en bulgare : Левски) est une ville du centre nord de la Bulgarie.

## Géographie
La ville est le centre administratif de l'obchtina (municipalité) de Levski, située dans la partie méridionale de l'oblast de Pleven.
Levski est située dans la vallée de la rivière Osam et s'est appelée Karağaç pendant la domination ottomane de la Bulgarie et ce jusqu'en 1897 quand elle a été rebaptisée du nom du héros national bulgare Vassil Levski.

## Histoire
Levski a été proclamée ville en 1945.

## Population
En mars 2015, sa population comptait 10 811 habitants.